# Jelizarowskaja
Jelizarowskaja (ros. Елиза́ровская) – szósta stacja linii Newsko-Wasileostrowskiej, znajdującego się w Petersburgu systemu metra.

## Charakterystyka
Stacja Jelizarowskaja została dopuszczona do ruchu pasażerskiego 3 listopada 1967 roku, a zastosowany został na niej system automatycznie rozsuwanych drzwi peronowych. Autorami projektu architektonicznego obecnej postaci stacji są: A. K. Komałdinow (А. К. Комалдинов), I. I. Komałdinowa (И. И. Комалдинова), A. S. Gieckin (А. С. Гецкин), W. P. Szuwałowa (В. П. Шувалова), a wsparcie inżynieryjne zapewnili: A. D. Jewstratow (А. Д. Евстратов) i O. W. Grejc (О. В. Грейц). Za dekoracje odpowiadał natomiast D. M. Nikitin (Д. М. Никитин). Stacja położona jest przy prospekcie Jelizarowa (od którego to pochodzi jej nazwa) i ulicy Babuszkina. Dekoracje nawiązują do czasów rewolucyjnych i walki proletariatu o wyzwolenie. Ściany Jelizarowskiej wyłożone zostały jasnym marmurem, sklepienie jest koliste o białej barwie. Posadzki utworzono z ciemnych płyt granitowych. Na jednej ze ścian umieszczono panel dekoracyjny zatytułowany „Powstanie proletariatu”. Drzwi peronowe są koloru czarnego. W 2006 roku przeprowadzono wymianę oświetlenia i instalację nowych lamp, co sprawiło, że stacja stała się jaśniejsza. Lampy te umieszczone zostały w pasie nad drzwiami peronowymi, a między sklepieniem. Tunel łączący Jelizarowską i Płoszczad´ Aleksandra Niewskogo-1 jest najdłuższym w petersburskim systemie kolei podziemnej i liczy on 3,7 kilometrów. Jest to także drugi pod względem długości tunel metra na terenie Federacji Rosyjskiej.
Jelizarowskaja położona jest na głębokości 62 metrów. Ruch pociągów odbywa się tutaj od godziny 5:39 do godziny 0:24 i w tym czasie jest ona dostępna dla pasażerów.